# Lon Nol
Lon Nol (khmerski: លន់ នល់  ili លន់ ណុល; Kampong Leav, 13. studenoga 1913. – Fullerton, 17. studenoga 1985.) bio je kambodžanski političar, general, premijer Kambodže u dva navrata i ministar obrane. Zajedno sa skupinom saveznika, Nol je izvršio državni udar protiv Norodoma Sihanouka 1970. godine, nakon čega je ukinuo monarhiju i proglasio Kmersku Republiku. Vladao je kao diktator, a njegov je režim svrgnut ulaskom Crvenih Kmera u Phnom Penh 1975. godine. Lon je netom prije vojnog poraza pobjegao iz zemlje te je umro u Sjedinjenim Američkim Državama 1985. godine.

## Životopis

### Rani život i početak političke karijere
Rođen je 13. studenoga 1913. godine u Kampong Leavu u pokrajini Prey Veng u obitelji kinesko-kmerskog podrijetla. Školovao se u relativno prestižnoj školi u Saigonu, nakon koje je upisao Kambodžansku kraljevsku vojnu akademiju. Godine 1937. zaposlio se je u francuskoj kolonijalnoj službi kao magistrat te je ubrzo postao učinkoviti provoditelj represivnih mjera protiv protukolonijalnih nereda iz 1939. godine. Napredovao je relativno brzo i uspješno te je do 1946. godine postao guverner pokrajine Kratié. U tom je razdoblju postao bliski suradnik princa Norodoma Sihanouka. 
Godine 1952., Lon se pridružio vojsci te je sudjelovao u vojnim akcijama protiv Việt Minha. Nakon nezavisnosti Kambodže 1953. godine, Lon se sa svojom strankom Kmerska obnova aktivno uključio u nacionalnu politiku. Dvije godine kasnije stranka je postala dio Sihanoukovog pokreta Sangkum. Od 1955. je igrao aktivnu ulogu u kambodžanskoj vojsci, ali i administraciji princa Sihanouka. Bio je šef glavnog štaba, vrhovni zapovjednik, ministar obrane i zamjenik premijera. Nakon izbora 1966. godine Lon je po prvi puta u svojoj karijeri postao premijer Kambodže. 
Kako je njegovo imenovanje značilo ozbiljan zaokret kambodžanske politike prema desnici, ljevičarski su pokreti postali nepoželjni. Sljedeće godine Lonova vlada je brutalno ugušila ljevičarski Samlautski ustanak nakon čega je Lonovo ime postalo simbol terora među stanovnicima  ruralnih područja. Nešto kasnije iste godine Lon je pretrpio ozljede u prometnoj nesreći nakon čega se privremeno povukao iz politike. Njegov povratak uslijedio je već 1968. godine kada je ponovo postao ministar obrane, a godinu dana kasnije i po drugi put premijer. Lon je tada za svog zamjenika izabrao princa Sisowatha Sirika Mataka, otvorenog protivnika princa Sihanouka i pobornika Sjedinjenih Američkih Država s kojima je Sihanouk ranije raskinuo diplomatske odnose.

### Državni udar i Kmerska Republika
Godina 1969. bila je izrazito važna za povijest Kambodže. Naime, dok je Sihanouk postupno obnavljao odnose sa Sjedinjenim Američkim Državama na štetu onih sa Sjevernim Vijetnamom i NR Kinom, skupina proameričkih urotnika planirala je njegovu smjenu. Sirik Matak bio je najglasniji među njima, zagovarajući čak i atentat, dok se Lon, koji je prethodni prijedlog odbio, isprofilirao kao jedan od najvažnijih članova te skupine. Uz pozadinsku potporu Sjedinjenih Američkih Država (CIA), urotnici su ubrzo iskoristili naredna događanja kako bi svrgnuli princa. 
Dok je Sihanouk u ožujku 1970. godine bio na inozemnoj turneji, u Phnom Penhu su izbile protuvijetnamski prosvjedi. Situacija se od tog trenutka razvijala izrazito brzo, a Lonova nevoljkost da svrgne svog bliskog suradnika i prijatelja naišla je na upornost desničarskih struja koje je predvodio Sirik Matak. Nakon što ga ni Sihanoukova prijetnja smaknućem nije dovoljno uvjerila, Sirik Matak je u pratnji časnika Lonu zaprijetio pištoljem, nakon čega je ovaj u suzama potpisao potrebne dokumente za Sihanoukovo svrgavanje. Vrhunac krize dogodio se 18. ožujka, kada je Narodna skupština jednoglasno smijenila Sihanouka sa svih političkih funkcija. Lon Nol je preuzeo funkciju privremenog državnog poglavara. Do kraja mjeseca došlo je još i do velikih prosihanukovskih demonstracija, ali su ih Lon Nolove postrojbe ugušile u krvi. 
U listopadu iste godine proglašena je Kmerska Republika što je bio posljednji čin postojanja monarhije. Princ Sihanouk, koji je djelovao u egzilu i pružao potporu Crvenim Kmerima u građanskom ratu, osuđen je na smrt in absentia. U međuvremenu je zemlja uvučena i u Vijetnamski rat, što je Sihanouk za svoje vladavine vješto izbjegavao, a što je bila posljedica dvaju niza bombardiranja (Menu i Freedom Deal) i Kambodžanske kampanje. Lon Nol je proglasio republiku u nadi da će na taj način iskorijeniti korupciju i suzbiti djelovanje Pol Potovih komunista, za čije je jačanje krivio Sihanoukovu politiku neutralnosti. Unatoč tome, republika je bila u političkom i vojnom rasulu. Lon Nolovo zdravlje se narušilo nakon što je pretrpeo moždani udar u veljači 1971. godine. Od tog je trenutka postao nestabilan i izrazito autoritativan. U travnju se proglasio maršalom (ta funkcija u Kambodži nije postojala), a u listopadu je raspustio Narodnu skupštinu izjavivši kako se više neće "tašto igrati demokracije i slobode" u ratnom razdoblju.
S vremenom je Lon Nolov režim postao potpuno ovisan o američkoj novčanoj i vojnoj pomoći. Do svog ukidanja 1975. godine, Kmerska Republika je primila gotovo točno $1 000 000 pomoći. Kako je vrijeme odmicalo, Crveni Kmeri su tijekom građanskog rata sve više napredovali tako da je do 1975. godine Lon Nol kontrolirao tek usko područje oko Phnom Penha i hram Preah Vihear na sjeveru zemlje uz granicu s Tajlandom.

### Izgnanstvo i smrt
Konačni krah uslijedio je 1. travnja 1975. godine kada je Lon Nol, svjestan da će ga Crveni Kmeri ubiti ukoliko ga uhvate, podnio ostavku i pobjegao iz zemlje. Preko Indonezije je otišao za Sjedinjene Američke Države živeći isprva na Havajima, a od 1979. godine u Fullertonu. Tamo je živio sve do svoje smrti 17. studenoga 1985. godine od srčanih problema.